# Dudley Aman (1er baron Marley)
Dudley Leigh Aman, 1er baron Marley, (16 mai 1884 - 29 février 1952), est un militaire britannique et homme politique travailliste.

## Biographie
Marley est le fils d'Edward Godfrey Aman, de Farnham, et fait ses études à Marlborough et au Royal Naval College de Greenwich. Il rejoint la Royal Marine Artillery comme sous-lieutenant le 1er janvier 1902.
Pendant la Première Guerre mondiale il sert en France et en Belgique comme major dans la Royal Marine Artillery. Il est mentionné dans des dépêches et reçoit la Croix du service distingué pour ses services à la deuxième bataille d'Ypres. Après la guerre, il fait cinq tentatives infructueuses pour entrer à la Chambre des communes pour le Parti travailliste, à Petersfield en 1922 et 1923, à l'île de Thanet en 1924 et à Faversham lors d'une élection partielle de 1928 et de l'élection générale de 1929. Cependant, en janvier 1930, il est élevé à la pairie par le gouvernement travailliste de Ramsay MacDonald avec le titre de baron Marley, de Marley dans le comté de Sussex.
Sous Macdonald il est sous-secrétaire d'État à la guerre et vice-président du Conseil de l'armée de juin 1930 jusqu'à la chute du gouvernement en août 1931. De 1930 à 1937, il est whip en chef du travail à la Chambre des lords et vice-président de la Chambre des lords de 1930 à 1941. En tant que président du Comité consultatif parlementaire pour l'aide aux juifs en Europe, Marley s'est profondément impliqué dans l'oblast autonome juif de Birobidjan, une région de la Sibérie orientale qui est désignée par Joseph Staline comme une zone autonome pour le peuple juif. Il écrit l'introduction du Livre brun sur l'incendie du Reichstag et la terreur hitlérienne, une publication sur les conditions de la population juive qui a grandement sensibilisé la communauté juive américaine aux Juifs d'Allemagne.
Lord Marley épouse Octable Turquet Reid, fille d'Hugh Gilzean Reid, en 1910. Il meurt en février 1952, âgé de 67 ans, et est remplacé par son fils unique Godfrey. Lady Marley est décédée en 1969.